# Sông Songkhram
Sông Songkhram (tiếng Thái: ลำน้ำสงคราม) là một trong những sông nhánh của sông Mekong. Sông này bắt nguồn từ các đồi giữa huyện Nong Han, tỉnh Udon Thani và huyện Sawang Daen Din, tỉnh Sakon Nakhon. Sau đó, nó chảy qua các huyện Seka (tỉnh Nong Khai), Wanon Niwat (tỉnh Sakon Nakhon), Si Songkhram và đổ vào sông Mekong ở tambon Chai Buri, huyện Tha Uthen, tỉnh Nakhon Phanom. Sông này dài 420 km.